# Ха Юн Ґьон
У цьому корейському імені прізвище (Ха) стоїть перед особовим ім'ям.
Ха Юн Ґьон (кор. 하윤경, нар. 20 жовтня 1992) — південнокорейська акторка. Вона з'явилася в телесеріалах «Музика лікарні» (2020—2021) і «Надзвичайна юристка У» (2022).

## Життя і кар'єра
Ха Юн Ґьон народилася 20 жовтня 1992 року в Содемунгу, Сеул, Південна Корея. Свою кар'єру вона розпочала із театральної акторки, зігравши у виставі «Балада для Роксани» 2015 року. Юн Ґьон брала участь у різних незалежних фільмах, перш ніж з'явитися в телевізійних проєктах.

## Фільмографія

### Фільми
| Рік  | Назва               | Роль         | Замітки        | Прим.        |
| ---- | ------------------- | ------------ | -------------- | ------------ |
| 2015 | «Соціофобія»        | Ха Йон/Ре На |                | [ 2 ]        |
| 2016 | «Залишайся зі мною» | Ха Юн        |                | [ 3 ]        |
| 2016 | «Кальмари»          | Донька/Хеджі |                | [ 4 ]        |
| 2017 | «Пан Суб'єктивний»  | Чі Сон       |                | [ 5 ]        |
| 2018 | «Такламакан»        | Су Ин        |                | [ 6 ]        |
| 2018 | «Пак Хва Йон»       | Юн Ґьон      |                | [ 7 ]        |
| 2019 | «Привіт»            | Йо Бін       |                | [ 8 ]        |
| 2021 | «Повертайся»        | Чі Вон       | Незалежне кіно | [ 9 ] [ 10 ] |
| 2022 | «Донька Кьон А»     | Йонсу        | Незалежне кіно | [ 11 ]       |

### Телесеріали
| Hік       | Назва                            | Роль        | Замітки                                  | Мережа | Прим.  |
| --------- | -------------------------------- | ----------- | ---------------------------------------- | ------ | ------ |
| 2018      | «Шлюбний хаос»                   | Чу Су Ґьон  |                                          | KBS2   | [ 12 ] |
| 2018      | «Королева таємниць 2»            | Кан Чу Йон  |                                          | KBS2   | [ 13 ] |
| 2020–2021 | «Музика лікарні»                 | Хо Сон Бін  |                                          | tvN    | [ 14 ] |
| 2021      | «Вона ніколи не дізнається»      | Чхе Йон Син |                                          | JTBC   | [ 15 ] |
| 2021      | «Спеціальна драма KBS»           | Чон Юн Джон | Серія: «Вплив однієї ночі на розлучення» | KBS2   | [ 16 ] |
| 2022      | ««O'Pening»»                     | Ві Та Ін    | Серія: «Інтрижка у спільному офісі»      | tvN    | [ 17 ] |
| 2022      | «Надзвичайна юристка У»          | Чхве Су Йон |                                          | ENA    | [ 18 ] |
| 2023      | «Романтичний лікар, вчитель Кім» | себе        | Камео (серія 2); 3 сезон                 | SBS    | [ 19 ] |
| 2023      | «Побачимось у моєму 19-му житті» | Юн Чо Вон   |                                          | tvN    | [ 20 ] |

### Вебсеріали
| Рік          | Назва         | Роль                | Платформа | Прим.  |
| ------------ | ------------- | ------------------- | --------- | ------ |
| В очікуванні | «Один у лісі» | Юн Бо Мін (молодий) | Netflix   | [ 21 ] |

### Театр
| Рік  | Назва                                       | Роль        | Прим. |
| ---- | ------------------------------------------- | ----------- | ----- |
| 2015 | «Балада для Роксани» (록산느를 위한 발라드) | Роксана     | [ 1 ] |
| 2016 | «Наквон» (낙원)                             | Со Мін Ґьон | [ 1 ] |

### Поява в музичних відео
| Рік  | Назва                 | Виконавець | Прим.  |
| ---- | --------------------- | ---------- | ------ |
| 2014 | «The Seven Year Itch» | Yangbans   | [ 22 ] |

## Дискографія
| Назва                      | Рік  | Альбом                     |
| -------------------------- | ---- | -------------------------- |
| «Snowy Night» (눈 오는 밤) | 2022 | «Gyeong-ah's Daughter OST» |

## Нагороди та номінації
| Церемонія нагородження                 | Рік  | Категорія                                       | Номінант / робота       | Результат | Прим.  |
| -------------------------------------- | ---- | ----------------------------------------------- | ----------------------- | --------- | ------ |
| 3-й кінофестиваль Hondie в Чеджу       | 2020 | Нагорода «Акторка Hondie»                       | «Парасолька»            | Перемога  | [ 24 ] |
| Премія мистецтв Пексан                 | 2023 | Найкращий акторський дебют (жінки, телебачення) | «Надзвичайна юристка У» | Номінація | [ 25 ] |
| Премія мистецтв Пексан                 | 2023 | Найкращий акторський дебют (жінки, кіно)        | «Донька Кьон А»         | Номінація | [ 25 ] |
| День Бекделя                           | 2022 | Бекдельці року                                  | «Донька Кьон А»         | Перемога  | [ 26 ] |
| Премія пусанських кінокритиків         | 2022 | Найкращий акторський дебют (жінки)              | «Донька Кьон А»         | Перемога  | [ 27 ] |
| Корейський фестиваль «Жінки в кіно»    | 2022 | Нагорода за найкращу нову акторку               | «Донька Кьон А»         | Перемога  | [ 28 ] |
| Премія корейського першого бренду 2023 | 2023 | Висхідна зірка (акторка)                        | Н/Д                     | Перемога  | [ 29 ] |

## Виноски
1. 1 2  Фраза «Донька Кьон А» використано у значенні «донька (кого?)» (наприклад, донька Віктора), а не в значенні «донька (ім'я)».